# St. Hedwig (Steinhude)

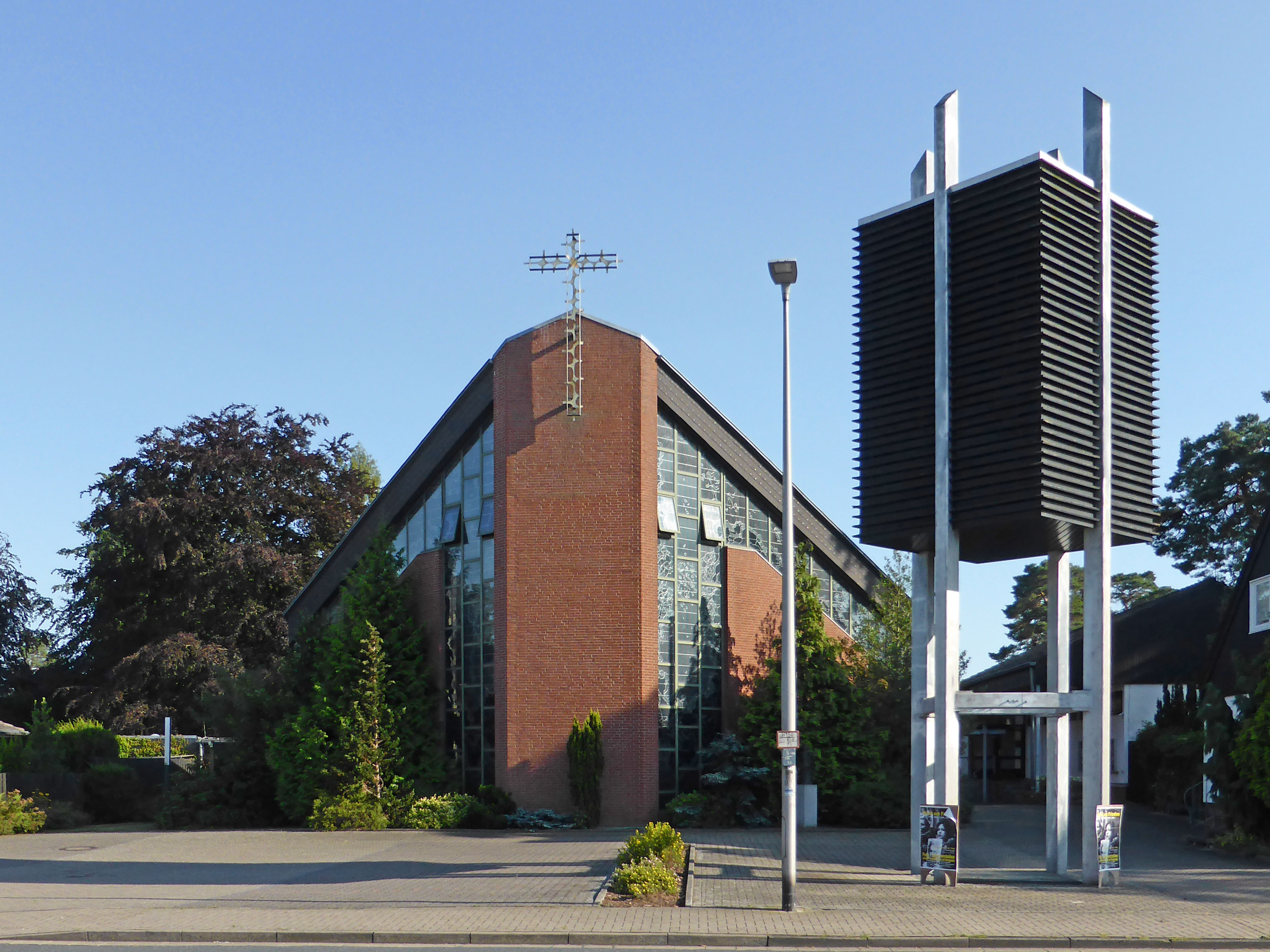
St. Hedwig, Steinhude

St. Hedwig ist die katholische Kirche in Steinhude, Stadt Wunstorf in der Region Hannover.
Nachdem es von der Reformation bis zum Zweiten Weltkrieg am Südufer des Steinhuder Meers nur vereinzelte Katholiken gegeben hatte, führte die Ostvertreibung nach dem Krieg 1947 zur Bildung einer Ortsgemeinde in Steinhude, die auch die umliegenden Dörfer umfasste. Für sie wurde, nach einem Baracken-Provisorium, 1952/53 eine kleine Kirche mit dem Patrozinium der heiligen Hedwig, der Landespatronin Schlesiens, errichtet. Als diese im Schlesierweg 10 gelegene Kirche in den 1970er Jahren ihrem Zweck nicht mehr genügte, wurde sie 1979/80 auf dem gleichen Grundstück durch einen Neubau ersetzt, der zugleich den Urlaubern einen Ort der Besinnung bietet. 1979 erfolgte die Grundsteinlegung, und am 22. März 1980 wurde die neue Kirche durch Bischof Heinrich Maria Janssen geweiht. Am 1. Dezember 1981 wurde die Pfarrei St. Hedwig eingerichtet, seit dem 1. September 2008 gehört die Kirche zur Pfarrei St. Bonifatius mit Sitz in Wunstorf.
Die St.-Hedwigs-Kirche wurde von Wolfgang Rauck, Hannover, entworfen. Die Innengestaltung stammt von Hanns Joachim Klug. Die Kirche hat einen annähernd dreieckigen Grundriss. Das Dach steigt von der südlichen Breitseite zur nördlichen Spitze steil an. Hier, auf dem höchsten Punkt, steht ein Dornenkreuz. Im Inneren befindet sich an dieser Stelle der Altar, dem die Sitzbänke fächerförmig zugeordnet sind. Breite Motivglasfensterbänder in Weiß- und Blautönen geben dem Raum Licht. Die Orgel wurde 1992 vom Unternehmen E. Kaminski aus Warschau erbaut. Ein frei stehender Ständerturm, der die Kirche nur wenig überragt, enthält die vier Glocken des Geläuts.